# Sehnsucht (canção de Jimmy Makulis)
"Sehnsucht" ("Saudade") foi a canção que representou a Áustria no Festival Eurovisão da Canção 1961 que se disputou em Cannes em 18 de março daquele ano. 
A referida canção foi interpretada em alemão pelo cantor grego Jimmy Makulis. Foi a terceira canção a ser interpretada na noite do festival, a seguir à canção do Mónaco "Allons, allons les enfants" , cantada por Colette Deréal e antes da canção da Finlândia "Valoa ikkunassa", interpretada por  Laila Kinnunen. Terminou a competição em último lugar, empatada com a canção da Bélgica "September, gouden roos" , cantada por Bob Benny. Ambas as canções, terminaram em 15.º lugar,  tendo recebido  apenas um ponto. A canção nunca foi lançada em qualquer disco do cantor e no ano seguinte, em 1962, a Áustria fez-se representar com a canção "Nur in der Wiener Luft", interpretada por Eleonore Schwarz .

## Autores
- Letrista: Leopold Andrejewitsch
- Compositor: Leopold Andrejewitsch
- Orquestrador: Franck Pourcel

## Letra
A canção é de estilo chanson e Makulis canta sobre a alegria que estará á volta dele quando "tu" (uma antiga amante) voltar para ele.